# Multipropriedade
Multipropriedade  é uma forma de adquirir um bem sem ser o único proprietário do mesmo. 
. 

A Multipropriedade atua com a posse de bens levando em consideração dois fatores: espaço e tempo.
No caso de o bem ser um imóvel, o cliente que adquire uma cota imobiliária por este sistema faz parte de um modelo onde ele e mais um grupo de pessoas se tornam os donos daquele imóvel, podendo utilizá-lo durante um período do ano, de acordo com o calendário de uso previamente definido.
A origem deste sistema pode ser encontrada nos conceitos da Economia do Compartilhamento, também chamada de Economia Compartilhada.
Os bens mais comuns no modelo de Multipropriedade são: imóveis, aeronaves particulares, carros de luxo, barcos, helicópteros, jatinhos e navios.
Com esse sistema, os proprietários partilham o valor total do bem e fazem a divisão de custos e despesas de forma proporcional ao uso.
Quando há aquisição de um imóvel (uma fração imobiliária), fala-se de Multipropriedade Imobiliária, que é amparada no Brasil pela Lei 13.777/2018, que define todas as condições e regras. O proprietário pode, após o cumprimento de normas de regularização do imóvel, comercializar o mesmo: vender, alugar, transferir como herança ou hipotecar a sua cota imobiliária.

## Multipropriedade Imobiliária
A multipropriedade imobiliária é um modelo de aquisição de imóveis que permite a diversos compradores compartilharem a propriedade de um mesmo bem, dividindo sua posse e uso ao longo do tempo. Esse conceito, também conhecido como "time-sharing imobiliário", possibilita que cada proprietário utilize o imóvel por um período determinado anualmente, conforme estabelecido em contrato.
O conceito de multipropriedade surgiu em países como os Estados Unidos e a França na década de 1960, como alternativa acessível para aquisição de imóveis de lazer. No Brasil, o modelo começou a ganhar notoriedade na década de 1990, sendo formalmente regulamentado pela Lei nº 13.777/2018, que alterou o Código Civil para introduzir essa nova modalidade de propriedade imobiliária. A legislação estabelece regras sobre a administração, o uso e os direitos e deveres dos coproprietários, garantindo segurança jurídica para investidores e consumidores.
Apesar das vantagens aparentes, a multipropriedade tem gerado controvérsias no Brasil. Muitos consumidores relatam dificuldades para rescindir contratos, uma vez que cláusulas restritivas e multas elevadas podem inviabilizar o cancelamento. Além disso, os custos com manutenção e taxas condominiais frequentemente aumentam com o tempo, tornando o investimento menos atrativo do que inicialmente previsto.
Outro ponto de crítica refere-se à valorização do imóvel. Diferentemente de um imóvel tradicional, uma fração de multipropriedade pode ter baixa liquidez e enfrentar dificuldades para revenda, especialmente quando há grande oferta no mercado.